# 松本文作
松本 文作（まつもと ぶんさく、旧姓・山口、1868年（明治元年） - 没年不明）は、日本の政治家（埼玉県児玉郡本庄町長、埼玉県会議員）、実業家。族籍は埼玉県平民。

## 人物
群馬県人・山口清平の二男。先代紋三郎の養子となり、1891年、家督を相続する。1890年、東京専門学校（現・早稲田大学）邦語政治科卒業。
本庄電気軌道取締役社長、松本商店代表取締役、上信電気鉄道専務取締役、本庄商業銀行、高崎水力電気各取締役、本庄運輸倉庫監査役などをつとめた。住所は埼玉県児玉郡本庄町。

## 家族・親族
松本家
- 養父・紋三郎[4]
- 養妹・さと（1884年 - ?、埼玉、内田辰五郎の長女）[4]
- 妻・しう（1877年 - ?、群馬、山口與市郎の長女）[4]
- 長女・梅（1895年 - ?、埼玉、森田半三郎の養子徳右衛門の妻）[4]
- 長男・元（1897年 - ?）[4]
  - 同妻・徳子（1901年 - ?、群馬、下城好雄の二女）[4]
- 二女・富（1899年 - ?、埼玉、森田統一郎の妻）[4]
- 三女・政（1901年 - ?、埼玉、根岸博の妻）[4]
- 四女・晴（1902年 - ?、群馬、高井稜威雄の妻）[4]
- 五女・文子（1904年 - ?、群馬、江坂吉平長男英一郎の妻）[4]
- 六女・節子（1906年 - ?、長野、鬼束武雄の妻）[4]
- 二男・文隆（1909年 - ?）[4]
- 七女・文代（1911年 - ?、埼玉、松本純次の養子）[4]
- 三男（1913年 - ?）[4]
- 八女（1914年 - ?）[4]
- 九女（1917年 - ?）[4]
- 十女（1920年 - ?）[4]